# Somerset Gough-Calthorpe
Sir Somerset Arthur Gough-Calthorpe (23. prosince 1864 Londýn – 27. července 1937 Wight) byl britský admirál. U královského námořnictva sloužil od roku 1878 a v mládí působil v řadě lokalit britské koloniální říše. Později se uplatnil také jako diplomat a pedagog na námořních školách. Za první světové války byl v hodnosti viceadmirála vrchním velitelem ve Středozemním moři (1917–1919). V říjnu 1918 jako diplomatický zástupce států Dohody podepsal mírovou smlouvu s Osmanskou říší, která ukončila první světovou válku ve Středomoří. V hodnosti admirála (1919) poté zastával vysoké posty v Anglii, uplatnil se také ve Společnosti národů. V roce 1925 obdržel nejvyšší možnou hodnost velkoadmirála (Admiral of the Fleet).

## Životopis

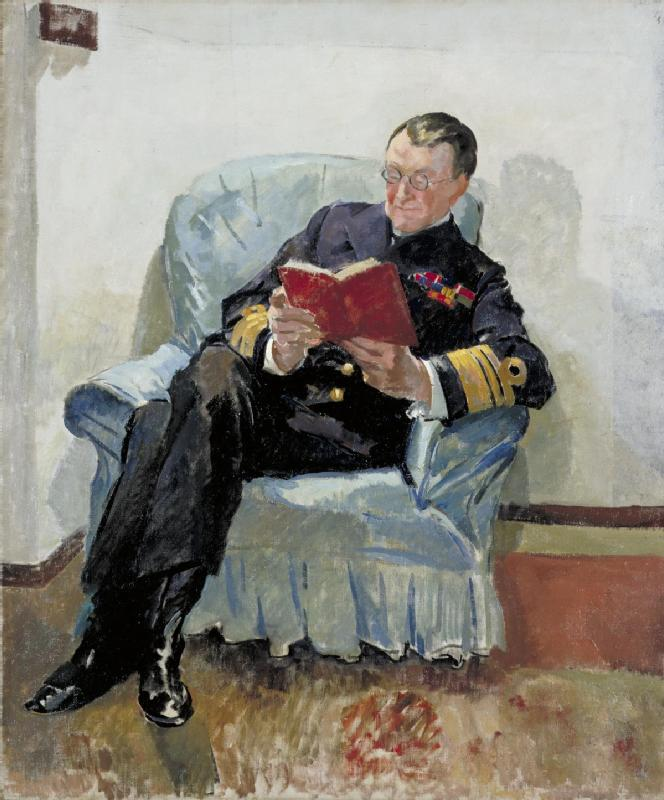
Viceadmirál Sir Somerset Gough-Calthorpe na palubě lodi HMS Superb (1918)

Pocházel ze šlechtické rodiny, narodil se jako mladší syn generála Somerseta Johna Gougha-Calthorpe, 7. barona Calthorpe (1831–1912), mimo jiné měl příbuzenské vazby na rod vévodů z Marlborough. K námořnictvu vstoupil jako kadet v roce 1878 a první průpravu získal na výcvikové lodi HMS Britannia. Jako praporčík (1880) pak sloužil na křižníku HMS Northampton u břehů severní Ameriky a v Karibiku. V roce 1886 byl povýšen na poručíka, později si doplnil vzdělání na dělostřelecké výcvikové lodi HMS Vernon, od roku 1891 sloužil v Hongkongu, později u námořní základny na Mysu Dobré naděje a zúčastnil se sedmé anglicko-ašantské války. Jako komandér (1896) byl poté velícím důstojníkem na křižníku HMS Imperieuse, vlajkové lodi britské námořní základny v Tichém oceánu.
V roce 1902 byl jmenován kapitánem a krátce působil jako pedagog na Royal Naval College, v letech 1902–1905 působil jako námořní attaché v Petrohradě (jeho kompetence platily zároveň pro Švédsko a Norsko). Jako diplomatický pozorovatel se zúčastnil rusko-japonské války a poté byl osobně přítomen revoluci v Rusku (1905), jejíž události vnímal velmi citlivě. Po návratu do Anglie velel dalším bitevním lodím a obdržel Viktoriin řád (1906). Jako velitel zcela nové lodi HMS Dreadnought byl v roce 1909 přidělen k loďstvu Home Fleet. V roce 1911 byl povýšen na kontradmirála a v roce 1912 získal Řád lázně. V roce 1912 se jako konzultant podílel na vyšetřování příčin zkázy Titaniku, v prosinci téhož roku převzal velení druhé bitevní eskadry Home Fleet.
Na začátku první světové války byl v červenci 1914 jmenován velitelem druhé křižníkové eskadry, svou vlajku vztyčil na křižníku HMS Shannon s posádkou 842 mužů a byl přidělen k loďstvu Grand Fleet. V roce 1916 krátce zastával funkci druhého námořního lorda, téhož roku jako rytíř Řádu lázně získal nárok na šlechtický titul Sir. Od prosince 1916 velel námořním zálohám u pobřeží Anglie. V dubnu 1917 dosáhl hodnosti viceadmirála a v červenci téhož roku se stal vrchním velitelem Royal Navy ve Středozemním moři (Commander-in-Chief, Mediterranean Fleet). V této funkci vypracoval systém konvojů britských a spojeneckých lodí, aby byly chráněny před útoky nepřátelských ponorek. Jako diplomatický zástupce států Dohody podepsal 31. října 1918 se zástupci Osmanské říše příměří v Mudrosu, které ukončilo první světovou válku na Blízkém východě. V době nestabilních politických poměrů po zániku Osmanské říše byl pak do července 1919 britským vysokým komisařem v Turecku a zároveň prezidentem mezinárodní kontrolní komise v Istanbulu. Souběžně byl nadále vrchním velitelem britského královského námořnictva ve Středomoří.

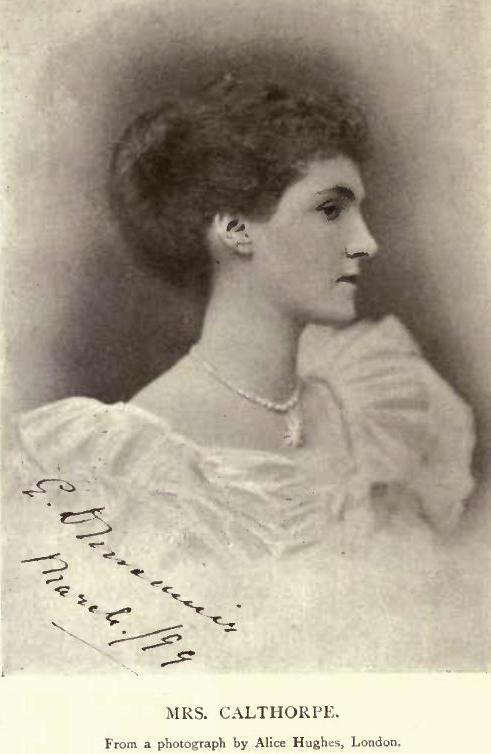
Manželka Effie, rozená Dunsmuir

V roce 1919 byl jmenován admirálem a získal velkokříž Řádu sv. Michala a sv. Jiří. V návaznosti na své aktivity v závěru první světové války obdržel také několik vyznamenání v zahraničí. Byl velkodůstojníkem francouzské Čestné legie (1918), nositelem italského Řádu sv. Mořice a Lazara (1918) a velkokříže Řádu italské koruny (1919), v Řecku získal velkokříž Řádu Spasitele (1919) a Medaili za vojenské zásluhy (1919). Po návratu do Anglie byl jmenován vrchním velitelem v Portsmouthu a svou vlajku vztyčil tradičně na slavné řadové lodi HMS Victory (1920–1923). V roce 1922 získal velkokříž Řádu lázně. Působil také v námořních komisích Společnosti národů a v letech 1924–1925 zastával funkci prvního námořního pobočníka krále Jiřího V. (First and Prinicpal Naval Aide-de-Camp). V roce 1925 dosáhl nejvyšší možné hodnosti velkoadmirála, penzionován byl v roce 1930. Poslední léta života strávil na ostrově Wight, kde rodina vlastnila sídlo od 19. století (novogotická vila Woodlands Vale ve městě Ryde. Na ostrově Wight také od roku 1924 zastával čestnou funkci zástupce lorda-místodržitele (Deputy-Lieutenant).
Jeho manželkou byla od roku 1900 Anne Euphemia Dunsmuir (1868–1952), zvaná Effie, dcera bohatého důlního podnikatele Roberta Dunsmuira. Manželství zůstalo bezdětné.